# Luohe
Luohe (漯河 ; pinyin : Luòhé) est une ville du centre de la province du Henan en Chine.

## Subdivisions administratives
La ville-préfecture de Luohe exerce sa juridiction sur cinq subdivisions - trois districts et deux xian :
- le district de Yuanhui - 源汇区 Yuánhuì Qū ;
- le district de Yancheng - 郾城区 Yǎnchéng Qū ;
- le district de Zhaoling - 召陵区 Zhàolíng Qū ;
- le xian de Wuyang - 舞阳县 Wǔyáng Xiàn ;
- le xian de Linying - 临颍县 Línyǐng Xiàn.

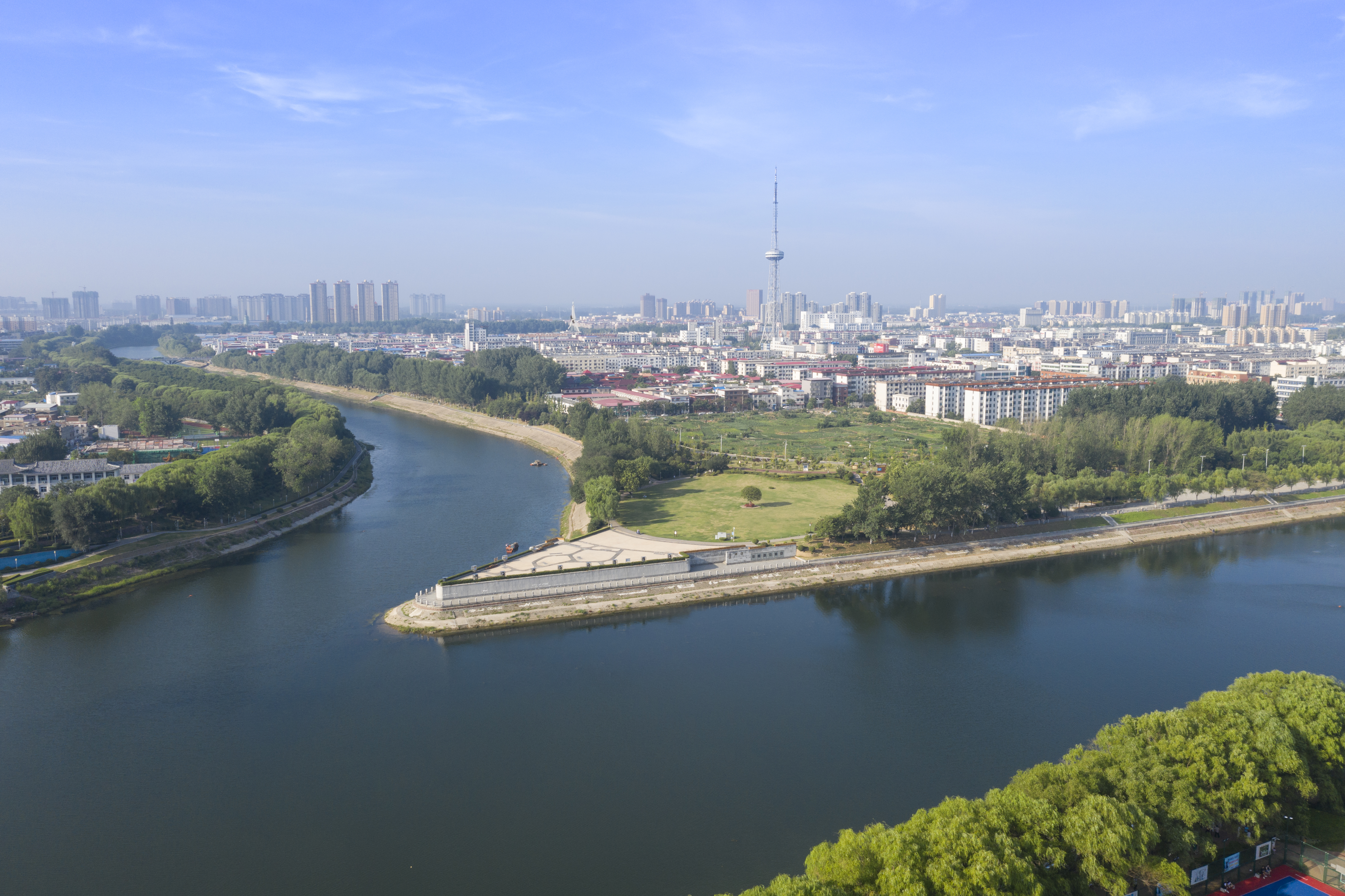
Échangeur de la rivière Shali, ville de Luohe